# Costermano
Costermano es una localidad y comune italiana de 3.345 habitantes, ubicada en la provincia de Verona (una de las siete provincias de la región de Véneto). 

## Demografía
| Gráfica de evolución demográfica de Costermano entre 1861 y 2001 |
|                                                                  |
| fuente ISTAT - elaboración gráfica a cargo de Wikipedia          |